# Evangelische Kirche der Kirchenprovinz Sachsen
Die Evangelische Kirche der Kirchenprovinz Sachsen bestand als selbständige Landeskirche von 1947 bis 2008. Zwischen 1947 und 1969 und wieder von 1991 bis Ende 2008 war sie eine von zuletzt 23 Gliedkirchen der Evangelischen Kirche in Deutschland (EKD), von 1969 bis 1991 gehörte sie zum Bund der Evangelischen Kirchen in der DDR. Am 1. Januar 2009 schloss sie sich mit der Evangelisch-Lutherischen Kirche in Thüringen zur Evangelischen Kirche in Mitteldeutschland (EKM) zusammen.
Wie alle Landeskirchen war die Evangelische Kirche der Kirchenprovinz Sachsen eine Körperschaft des öffentlichen Rechts. Der Sitz war in Magdeburg, Haupt- bzw. Bischofskirche war der Magdeburger Dom. Die Kirche hatte ca. 493.000 Gemeindeglieder in 2.021 Kirchengemeinden. Die Evangelische Kirche der Kirchenprovinz Sachsen war eine der unierten Kirchen innerhalb der EKD, d. h. lutherische, reformierte (calvinistische) und unierte Kirchengemeinden unterhielten eine gemeinsame Verwaltung für die übergeordneten Belange. Die Kirche war auch eine Gliedkirche der Evangelischen Kirche der Union (EKU) (1947–2003), bis diese zum 1. Juli 2003 in der Union Evangelischer Kirchen aufging.

## Gebiet der Landeskirche
Das Gebiet der „Evangelischen Kirche der Kirchenprovinz Sachsen“ umfasste die ehemals preußische Provinz Sachsen, welche heute größtenteils mit dem ehemaligen Land Anhalt das Land Sachsen-Anhalt bildet. Die südlichen Teile der Kirchenprovinz gehörten zum Freistaat Thüringen (Propstei Erfurt-Nordhausen). Ferner lagen auch einige Gebiete im Osten der Kirchenprovinz im heutigen Land Brandenburg (Kirchenkreis Bad Liebenwerda) und im Freistaat Sachsen (Kirchenkreis Torgau-Delitzsch).

## Geschichte
Die Geschichte der Landeskirche ist vor allem auch mit der Geschichte des Königreichs Preußen verbunden.
 Nach dem Wiener Kongress

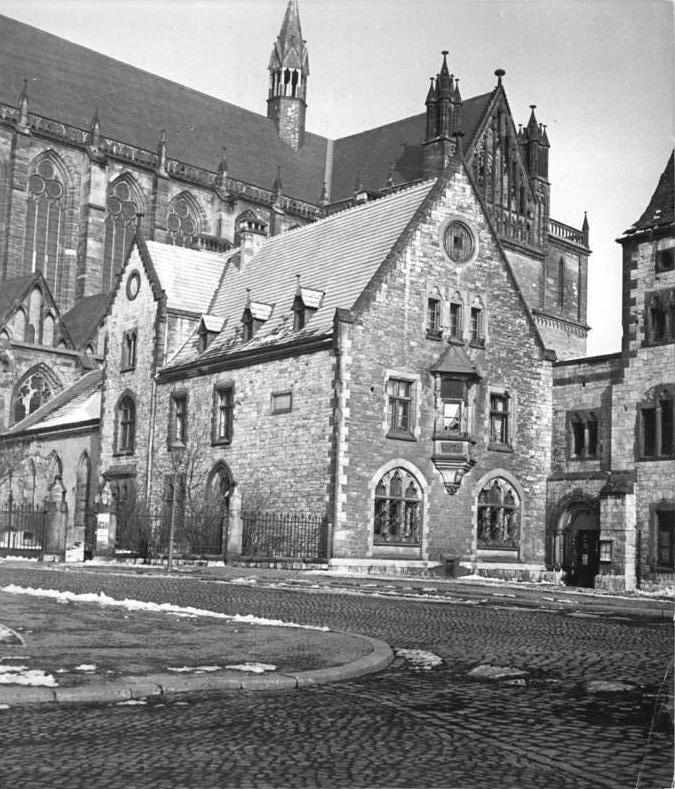
Pfarrei des Magdeburger Domes (1955)

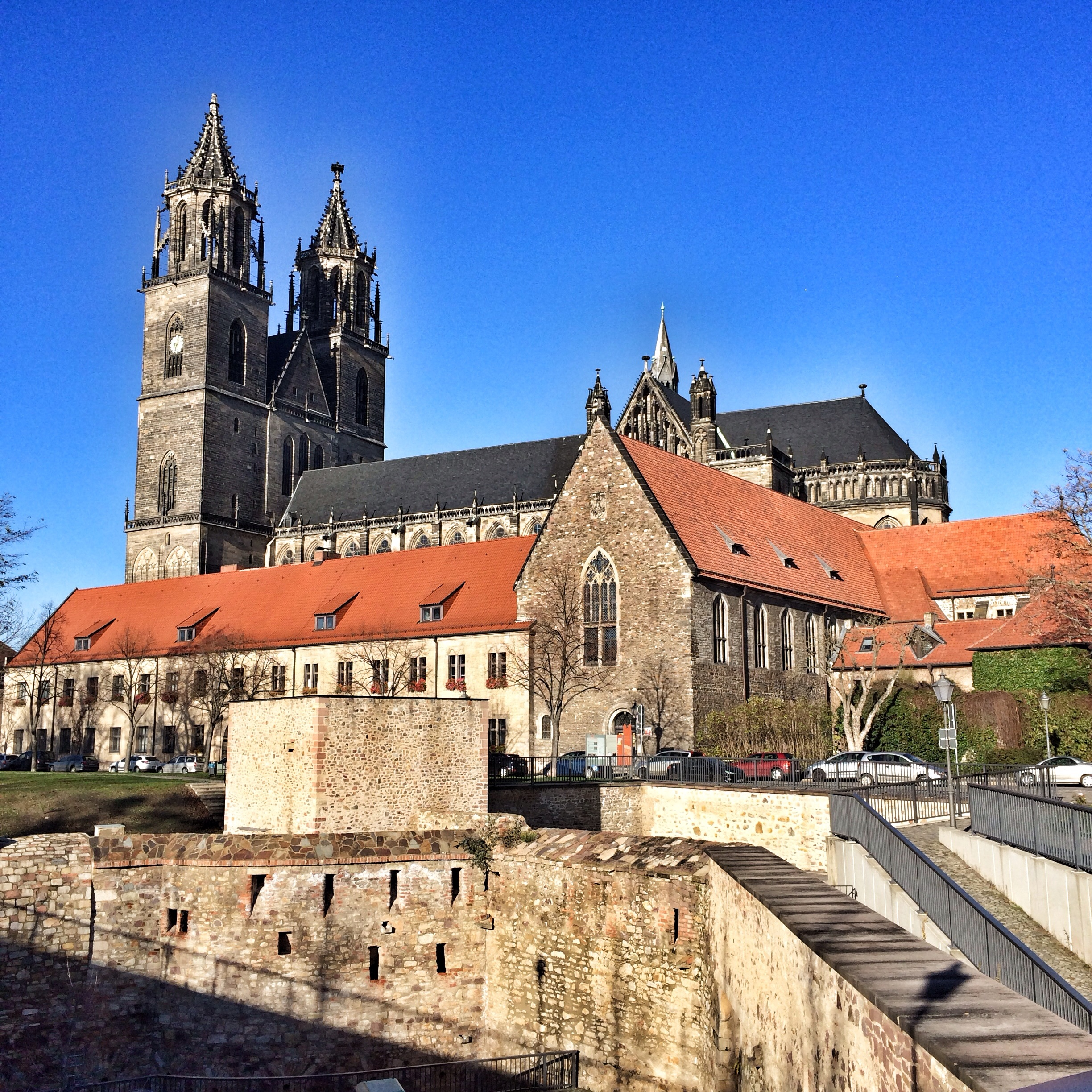
Das Konsistoriumsgebäude (vor den Türmen)

1815 bildete der Staat Preußen seine Provinzen und so entstand die Provinz Sachsen und mit ihr eine eigene Kirchenverwaltungsbehörde, das Konsistorium, in Magdeburg. Daneben bestanden zeitweise noch weitere Konsistorien (s. u.).
Oberhaupt der Kirche war der jeweilige König von Preußen als „summus episcopus“. 1817 rief König Friedrich Wilhelm III. zu einer Union der lutherischen und reformierten Kirche auf. Mancherorts vereinigten sich danach lutherische und reformierte Kirchengemeinden und bildeten unierte Gemeinden. Somit entstand innerhalb des Staates Preußen eine einheitliche Kirche, die Evangelische Kirche in Preußen, die in den folgenden Jahrzehnten mehrmals ihren Namen änderte. Diese Kirche umfasste folgende 8 Provinzen: Ost- und Westpreußen, Provinz Brandenburg, Provinz Pommern, Provinz Posen, Provinz Sachsen, Schlesien, Rheinprovinz und Westfalen. In jeder Provinz bestand ein Konsistorium (manchmal bis zu 4), das für die Verwaltung der Kirche innerhalb der Provinz zuständig war.
1850 wurde in Berlin als oberste Kirchenbehörde für den Staat Preußen ein Evangelischer Oberkirchenrat (EOK) genanntes Oberkonsistorium errichtet. 1866 annektierte Preußen mehrere Gebiete. Die hinzugewonnenen Provinzen behielten jedoch ihre eigenen Kirchenverwaltungen und wurden nicht dem EOK in Berlin unterstellt. Ab 1875 nannte sich die Kirche daher Evangelische Landeskirche der älteren Provinzen Preußens.
Nach dem Ersten Weltkrieg musste der König von Preußen abdanken (Wegfall des Landesherrlichen Kirchenregiments). Die preußische Landeskirche und deren Provinzialkirchen reorganisierten sich daher 1922 als Evangelische Kirche der altpreußischen Union (Abk.: EKapU, APU), welche durch Abtrennung der Provinz Posen, Teile Westpreußens und Schlesiens entsprechend verkleinert worden war. Der Name wurde gewählt, um dezidiert die nun nicht mehr zu Preußen gehörigen polnischen Gebiete mit einzuschließen. Ab 1922 wählte die Generalsynode die Kirchensenat genannte Kirchenleitung, der der von den Generalsynodalen gewählte Präses vorstand. Der vormals mächtige EOK wurde ausführendes Organ. Die Provinzialsynoden wählten einen Provinzialkirchenrat, dem nunmehr die Konsistorien, geleitet von Generalsuperintendenten, als ausführende Organe nachgeordnet waren.
Nach dem Zweiten Weltkrieg wurde die ehemalige Kirchenprovinz Sachsens 1947 eine selbständige Landeskirche mit einem Bischof an der Spitze, die der Evangelischen Kirche in Deutschland (EKD) beitrat. Die Kirche gab sich am 30. Juni 1950 eine Verfassung, die am 1. Oktober 1950 in Kraft trat. 1954 reorganisierte sie zusammen mit den fünf anderen ehemaligen altpreußischen Kirchenprovinzen die „Evangelische Kirche der altpreußischen Union“ von 1922 zu ihrer gemeinsamen kirchlichen Dachorganisation namens Evangelische Kirche der Union, die ihrerseits wie ihre sechs Gliedkirchen ebenfalls der EKD angehörte.
Die geistliche Leitung der Kirchenprovinz Sachsen oblag bis 1947 den jeweiligen Generalsuperintendenten und seit 1947 dem Bischof. Der Bischof war Vorsitzender der Kirchenleitung („Regierung“ der Kirche). Zu dieser gehörten neben dem Bischof noch elf weitere haupt- und nebenamtliche Personen, die von der Synode gewählt wurden, darunter Pröpste, Superintendenten und Laien.
Mit Wirkung vom 1. Januar 1982 wurde der in der DDR liegende Konsistorialbezirk Ilfeld der  Evangelisch-lutherischen Landeskirche Hannovers in die Evangelische Kirche der Kirchenprovinz Sachsen, ohne die 1962 angegliederten Gebiete des Amts Neuhaus eingegliedert.
1995 ließ die Evangelische Kirche der Kirchenprovinz Sachsen das Ausmaß ihrer Überwachung durch die Staatssicherheit der DDR erforschen, einschließlich der Tätigkeit und der Berichte von Inoffiziellen Mitarbeitern in den eigenen Reihen.
Seit dem 1. Juli 2004 bildeten die Evangelische Kirche der Kirchenprovinz Sachsen und die Evangelisch-Lutherische Kirche in Thüringen die Föderation Evangelischer Kirchen in Mitteldeutschland (EKM), die am 1. Januar 2009 zur Vereinigung beider Kirchen in die Evangelische Kirche in Mitteldeutschland führte.

## Mitgliederzahlen
| Jahr       | 1997    | 1998    | 1999    | 2000    | 2001    | 2002    | 2003    | 2004    | 2005    | 2006    |
| Mitglieder | 584.867 | 574.484 | 563.948 | 553.498 | 542.286 | 533.113 | 523.217 | 512.929 | 504.216 | 493.610 |

## Leitung der Landeskirche
Die Provinzialsynode, das Konsistorium (seit 2004 das Kirchenamt der Föderation Evangelischer Kirchen in Mitteldeutschland) und die Kirchenleitung bildeten die drei kirchenleitenden Organe der Evangelischen Kirche der Kirchenprovinz Sachsen (vgl. Grundordnung). Den Vorsitz in der 12-köpfigen Kirchenleitung führte der Bischof (bis 1947 die „Generalsuperintendenten“). Dieser wurde von der Provinzialsynode gewählt.

### Generalsuperintendenten und Bischöfe
Geistliche Leiter der Evangelischen Kirche in Preußen waren Generalsuperintendenten, von denen es in ganz Preußen insgesamt 12 gab. Das Amt wurde kurz nach der Reformation begründet, später in Preußen abgeschafft und dann erst 1830 wieder eingeführt. Nach Wegfall des landesherrlichen Kirchenregiments 1918 waren die Generalsuperintendenten Oberhäupter der Provinzialkirche. Mit der Selbständigkeit der Provinzialkirche 1945 gab es nur noch einen geistlichen Leiter, der seit 1947 den Titel Bischof trug.
In der altpreußischen Kirchenprovinz Sachsen gab es zunächst einen, ab 1867 zwei und ab 1911 drei Generalsuperintendenten, die teilweise auch den Ehrentitel Bischof trugen. Die Generalsuperintendenten waren Mitglied des Konsistoriums in Magdeburg und dessen Vorsitzende, sofern das Amt des Konsistorialpräsidenten vakant war. Ihr Titel war dort dann „Direktor“.

#### Generalsuperintendenten bis 1867
- 1802–1815: Johann Konrad Christoph Nachtigall, Generalsuperintendent in Halberstadt
- 1813–1815: Karl Ludwig Nitzsch, Generalsuperintendent in Wittenberg
- 1823–1829: Friedrich Ribbeck, Konsistorialrat und Generalsuperintendent für den Regierungsbezirk Erfurt
- 1812–1831: Franz Bogislaus Westermeier, Generalsuperintendent des Elbdepartement in Magdeburg, 1826 mit dem Titel Bischof, 1829 Direktor beim Königlichen Konsistorium in Magdeburg
- 1832–1843: Johann Heinrich Bernhard Draesecke, Bischof
- 1843–1858: Johann Friedrich Möller
- 1858–1866: Johann Ludwig Daniel Karl Lehnerdt (1803–1866)

#### Generalsuperintendenten 1867–1933 (1. Amt)
- 1867–1890: Ludwig Carl Möller
- 1891–1893: Leopold Schultze
- 1893–1899: Ernst Adolf Friedrich Textor
- 1899–1909: Karl Heinrich Vieregge
- 1909–1924: Justus Julius August Jacobi (1850–1937)
- 1925–1929: Otto Heinrich Meyer
- 1929–1933: Johannes Eger (1873–1954)

#### Generalsuperintendenten 1867–1933 (2. Amt)
- 1867–1870: Ludwig Johann Carl Borghardt
- 1871–1891: Leopold Schultze
- 1891–1893: Ernst Adolf Friedrich Textor
- 1894–1899: Karl Heinrich Vieregge
- 1899–1906: Otto Gottlob Albin Holtzheuer (1836–1906)
- 1907–1909: August Julius Justus Jacobi (1850–1937)
- 1909–1933: Max Ludwig August Hermann Stolte (1863–1937), Domprediger in Magdeburg

#### Generalsuperintendenten 1912–1933 (3. Amt)
Dieser Posten wurde erst 1912 eingerichtet.
- 1912–1917: Paul Johannes Gennrich
- 1917–1931: Johannes Ludolf Theodor Schöttler
- 1931–1933: Karl Lohmann

#### Bischöfe seit 1933
- 1933–1936: Friedrich Peter, Bischof aufgrund des Kirchengesetzes über die Einrichtung des Landesbischofsamtes vom 6. September 1933
- 1936?–1945: Vakanz infolge des Kirchenkampfes
- 1945–1955: Ludolf Hermann Müller
- 1955–1968: Johannes Jänicke
- 1968–1983: Werner Krusche
- 1983–1997: Christoph Demke
- 1997–2008: Axel Noack

## Provinzialsynode

### Aufgabe und Mitglieder
Als „Parlament“ hatte die Kirchenprovinz eine Provinzialsynode (die gesamte altpreußische Landeskirche bis 1948 die „Generalsynode“). Deren Mitglieder, die Synodale, wurden auf sechs Jahre von den Kirchenkreisen gewählt. Sie hatte aber auch berufene Mitglieder, sowie geborene, also solche, die ihr von Amts wegen angehörten. Die Aufgabe der Synode war ähnlich wie die von politischen Parlamenten. Sie tagte in der Regel nur etwa einmal jährlich. Vorsitzender der Synode war der Präses.

### Präsides der Synode
- 1875–1920: ?
- 0000–1920: Ludwig von Wartensleben, Gutsbesitzer
- 1920–1929: Johann Friedrich Winckler, DNVP-Politiker
- 1929–1933: Karl Eger, Theologieprofessor
- 1933–1934: Erwin Noack, Rechtsanwalt
- 193400000: Friedrich Peter (wurde dann Bischof)
- 1946–1947: Ludolf Hermann Müller (wurde dann Bischof)
- 1947–1964: Lothar Kreyssig
- 1964–1980: Helmut Waitz
- 1980–1994: Reinhard Höppner
- 1994–2004: Jürgen Runge
- 2004–2008: Petra Gunst

## Verwaltung der Landeskirche

### Konsistorien (Kirchenamt) und Verwaltungshierarchie
Das Konsistorium in Magdeburg – seit 2004 das Kirchenamt der Föderation Evangelischer Kirchen in Mitteldeutschland – führte die laufenden Geschäfte, es war für die Verwaltungsangelegenheiten zuständig und führte im Auftrag der Kirchenleitung die Dienstaufsicht über die Kirchengemeinden, Kirchenkreise und kirchlichen Amtsträger. Leiter des Konsistoriums war der Konsistorialpräsident bzw. die Konsistorialpräsidentin. Bis 1918 hatte das Amt des Konsistorialpräsidenten noch eine größere Bedeutung als heute.
Das Konsistorium war bereits mit Bildung der Provinz Sachsen 1815 errichtet worden. Daneben bestanden noch ältere Konsistorien, so genannte Mediatkonsistorien, und zwar in Wernigerode (1658 bis 1930 für die lutherischen Kirchengemeinden im Gebiet der ehem. Grafschaft Wernigerode), in Roßla das Konsistorium Stolberg-Roßla (1719 bis 1947 für die lutherischen Kirchengemeinden im Gebiet der ehem. Grafschaft Stolberg-Roßla) und in Stolberg am Harz das Konsistorium Stolberg-Stolberg (ab 1553 bis 1947 für die lutherischen Kirchengemeinden im Gebiet der ehem. Grafschaft Stolberg-Stolberg). Seit den Unterwerfungserklärungen der Grafen zu Stolberg-Stolberg (1730) und Stolberg-Roßla (1731) hatten die Konsistorien zu Roßla und Stolberg kursächsischer Lehnshoheit und damit dem lutherischen Oberkonsistorium zu Dresden unterstanden, bis diese beiden und das Konsistorium Wittenberg 1815 unter preußische Hoheit wechselten.
Vier bis fünf Konsistorialräte, zwei geistliche, zwei bis drei weltliche, bildeten das Kollegialorgan der Mediatkonsistorien. Geistlicher Leiter war der Superintendent, Vorsitzender aber meist ein weltlicher Beamter, oft Konsistorialdirektor genannt. Die Konsistorien Stolberg-Stolberg und Stolberg-Roßla wurden am 5. November 1947 zum neuen Konsistorium Stolberg – Roßla mit Sitz in Stolberg zusammengefasst, das zunächst für den gleichnamigen Kirchenkreis zuständig war. Zuletzt lag der Konsistorialbezirk im Kirchenkreis Eisleben. „Die Kirchenleitung der Evangelischen Kirche der Kirchenprovinz Sachsen hat […] mit Beschluss vom 28. Oktober 2005 […] die Auflösung des Evangelisch-Lutherischen Konsistoriums Stolberg-Roßla beschlossen.“ Noch bis 1948 existierte ein Evangelisches Ministerium zu Erfurt.
Das am 6. März 1936 gegründete Konsistorial- und Provinzialkirchenarchiv (zuletzt: Archiv und Bibliothek der Kirchenprovinz Sachsen) sichert die schriftliche Überlieferung zentraler Verwaltungseinrichtungen des Konsistoriums und der Kirchenkreise und ist Geschäftsstelle des Vereins für Kirchengeschichte der Kirchenprovinz Sachsen e. V.

#### Konsistorialpräsidenten in Magdeburg seit 1845 (Präsidenten des Kirchenamts)
- 1845–1848: Karl Friedrich Göschel

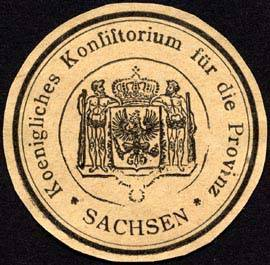
Siegelmarke des Konsistoriums für die Provinz Sachsen

- 1850–1853: Hartmann von Witzleben (als Oberpräsident)
- 1853–1882: Friedrich Wilhelm Noeldechen (1853–1865 Direktor des Kons.)
- 1883–1889: Rudolf Roedenbeck
- 1890–1897: Hermann Trusen
- 1898–1902: Viktor Kuttig
- 1902–1908: Rudolf Glasewald
- 1908–1919: Alfred von Doemming
- 1920–1936: Ernst Loycke
- 1936–1945: Otto Fretzdorff
- 1946–1947: Lothar Kreyssig
- 1947–1954: Bernhard Hofmann
- 1954–1958: Kurt Grünbaum (tatsächlich nur bis Okt. 1957 im Amt)
- 1960–1966: Gerhard Thiele
- 1966–1971: Wilhelm Koch
- 1971–1979: Gerhard Krause
- 1979–1980: Herbert Wagner (kommissarisch)
- 1980–1990: Martin Kramer
- 1990–1991: Detlef Hammer
- 1991–1993: Hartmut Johnsen
- 1994–2000: Hans-Joachim Kiderlen
- 2000–2008: Brigitte Andrae

#### Vorsitzende der Mediatkonsistorien
Bis zur Trennung von Staat und Religion 1919 unterstanden die Mediatkonsistorien direkt den standesherrlichen gräflichen (später fürstlichen) Familienoberhäuptern. Bis zur Trennung von Staat und Religion 1919 unterstanden die Konsistorien in Roßla und Stolberg am Harz indirekt dem Oberpräsidenten der Provinz Sachsen, das Konsistorium in Wernigerode dagegen indirekt dem Provinzialkonsistorium in Magdeburg.

##### Konsistorium in Roßla

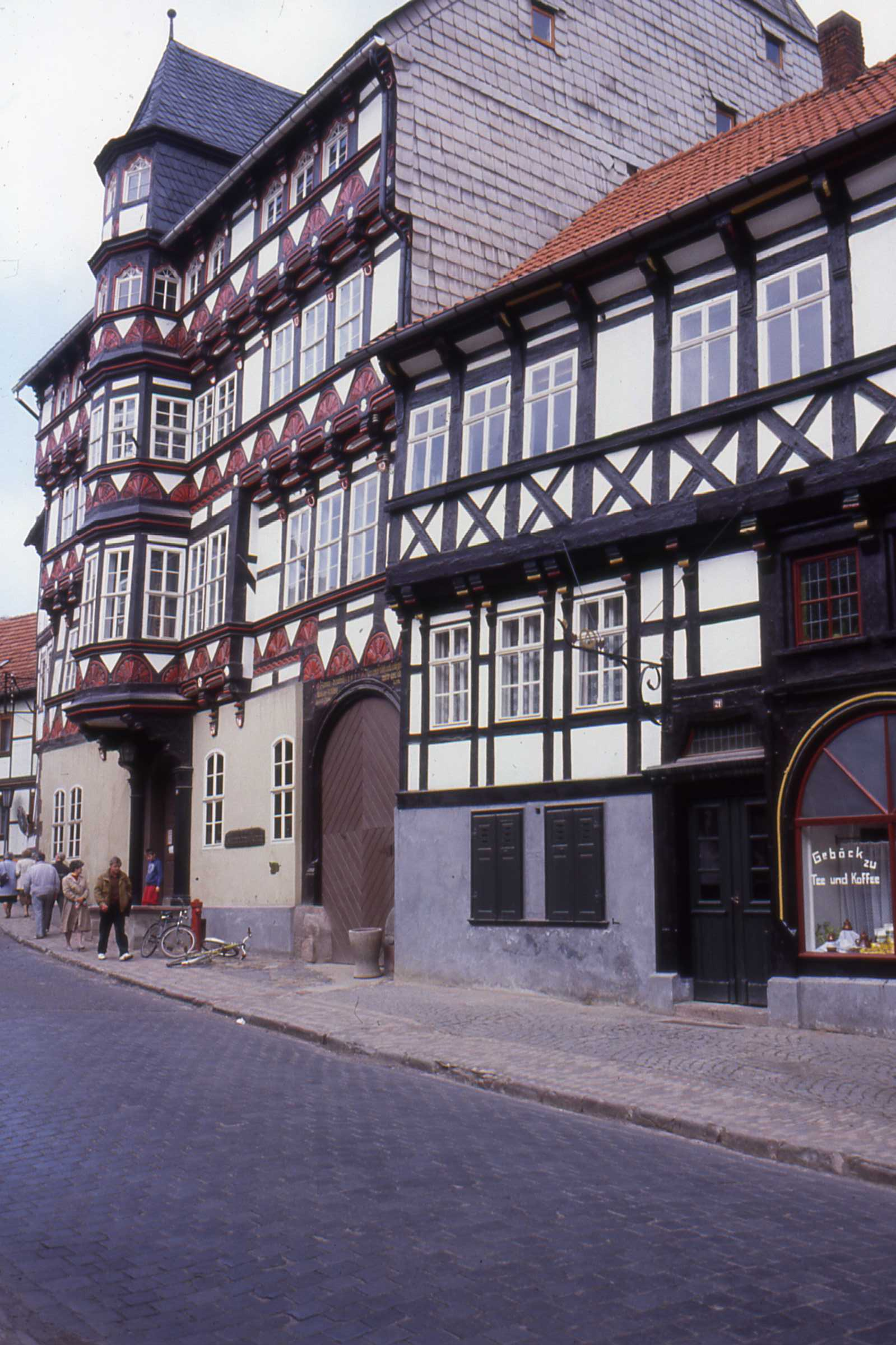
Konsistorium Stolberg und Roßla zu Stolberg/Harz, April 1990

1719 für die lutherischen Kirchengemeinden in der Grafschaft Stolberg-Roßla gegründet, zunächst Gräfliches, ab 1893 Fürstliches, später Evangelisch-Lutherisches Konsistorium Stolberg-Roßla genannt, 1947 dem Konsistorium in Stolberg zugeschlagen.
- 1719–1944: ?
- 1944–1947: Hans-Werner Jaenicke, als Konsistorialdirektor

##### Konsistorium in Stolberg am Harz

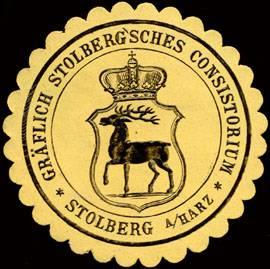
Siegelmarke des Konsistoriums in Stolberg am Harz

Mitte des 16. Jahrhunderts für die lutherischen Kirchengemeinden der ganzen Grafschaft Stolberg gegründet, 1645 Teilgrafschaft Stolberg-Wernigerode abgetrennt, seither zunächst Gräfliches, ab 1893 Fürstliches Konsistorium Stolberg-Stolberg genannt, 1719 um Grafschaft Stolberg-Roßla verkleinert, 1947 Rückgliederung Roßlas, seither Evangelisch-Lutherisches Konsistorium Stolberg und Roßla genannt, 2005 aufgehoben.
- 1553–vor 1688: ?
- vor 1688–1694: Joachim Ulrich Amthor
- 1694–1947: ?
- 1947–1951: Hans-Werner Jaenicke, als Konsistorialdirektor, beurlaubt in die Bundesrepublik

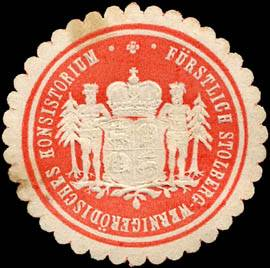
Siegelmarke des Wernigerödischen Konsistoriums

- 1951–2005: ?

##### Konsistorium in Wernigerode
1658 für die lutherischen Kirchengemeinden in der 1645 abgeteilten Grafschaft Stolberg-Wernigerode gegründet, 1930 dem Konsistorium in Magdeburg zugeschlagen.
- 1658–1667:
- 1667: Burchard Wissel (1617–1667)[19]
- 1667–1816: ?
- 1816–18?: Christian Heinrich Delius, als Konsistorialdirektor
- 18?–1864: ?
- 1864–1876: Rudolph Elvers
- 1876–1877: Hermann von Hoff
- 1877–1880: Rudolph Elvers
- 1880–1930: ?

## Aufbau der Kirchenglieder
In der Verwaltungshierarchie war die Landeskirche von unten nach oben wie folgt aufgebaut:

### Kirchengemeinden
An der Basis standen die Kirchengemeinden als Körperschaften des öffentlichen Rechts mit gewählten Kirchenvorständen, dem „Gemeindekirchenrat“. Die Mitglieder dieses Gremiums hießen „Älteste“. Die 2.020 Kirchengemeinden verteilten sich zuletzt auf 20 Kirchenkreise.

### Kirchenkreise und Propsteien
Mehrere Kirchengemeinden bildeten zusammen einen Kirchenkreis (in der allgemeinen Verwaltung einem Landkreis vergleichbar), an dessen Spitze ein Superintendent stand. Die Kirchenkreise waren ebenfalls Körperschaften des öffentlichen Rechts und haben als Gremium die Kreissynode, deren Mitglieder von den jeweiligen Gemeindekirchenräten bestellt wurden, und einen Kreiskirchenrat.
Mehrere Kirchenkreise bildeten zusammen eine Propstei (in der allgemeinen Verwaltung einem Regierungsbezirk vergleichbar). Bis in die 1990er Jahre umfasste die Evangelische Kirche der Kirchenprovinz Sachsen insgesamt acht Propsteien mit 78 Kirchenkreisen, die regional lutherische und unierte Kirchengemeinden umfassten, sowie einen eigenen reformierten Kirchenkreis, zu dem alle im Gebiet der Landeskirche gelegenen reformierten Kirchengemeinden gehörten. Im Rahmen einer Strukturreform wurde die Zahl der Propsteien und Kirchenkreise reduziert. 2008 gliederte sich die Landeskirche nur noch in fünf Propsteien mit 20 Kirchenkreisen:
- Propstei Erfurt-Nordhausen mit Sitz in Erfurt (1994 aus den beiden bisherigen Propsteien Erfurt und Nordhausen entstanden. Zu ihr gehören alle ehemals preußischen Gebiete im heutigen Bundesland Thüringen)
  - Kirchenkreis Südharz-Nordhausen mit Sitz in Nordhausen
  - Kirchenkreis Mühlhausen
  - Kirchenkreis Erfurt
  - Kirchenkreis Sömmerda
  - Kirchenkreis Henneberger Land mit Sitz in Suhl

- Propstei Magdeburg-Halberstadt mit Sitz in Magdeburg (zum 1. April 1997 aus den beiden bisherigen Propsteien Halberstadt-Quedlinburg und Magdeburg entstanden)Briefkasten mit Hinweistafel am Sitz der Propstei in Magdeburg
  - Kirchenkreis Egeln

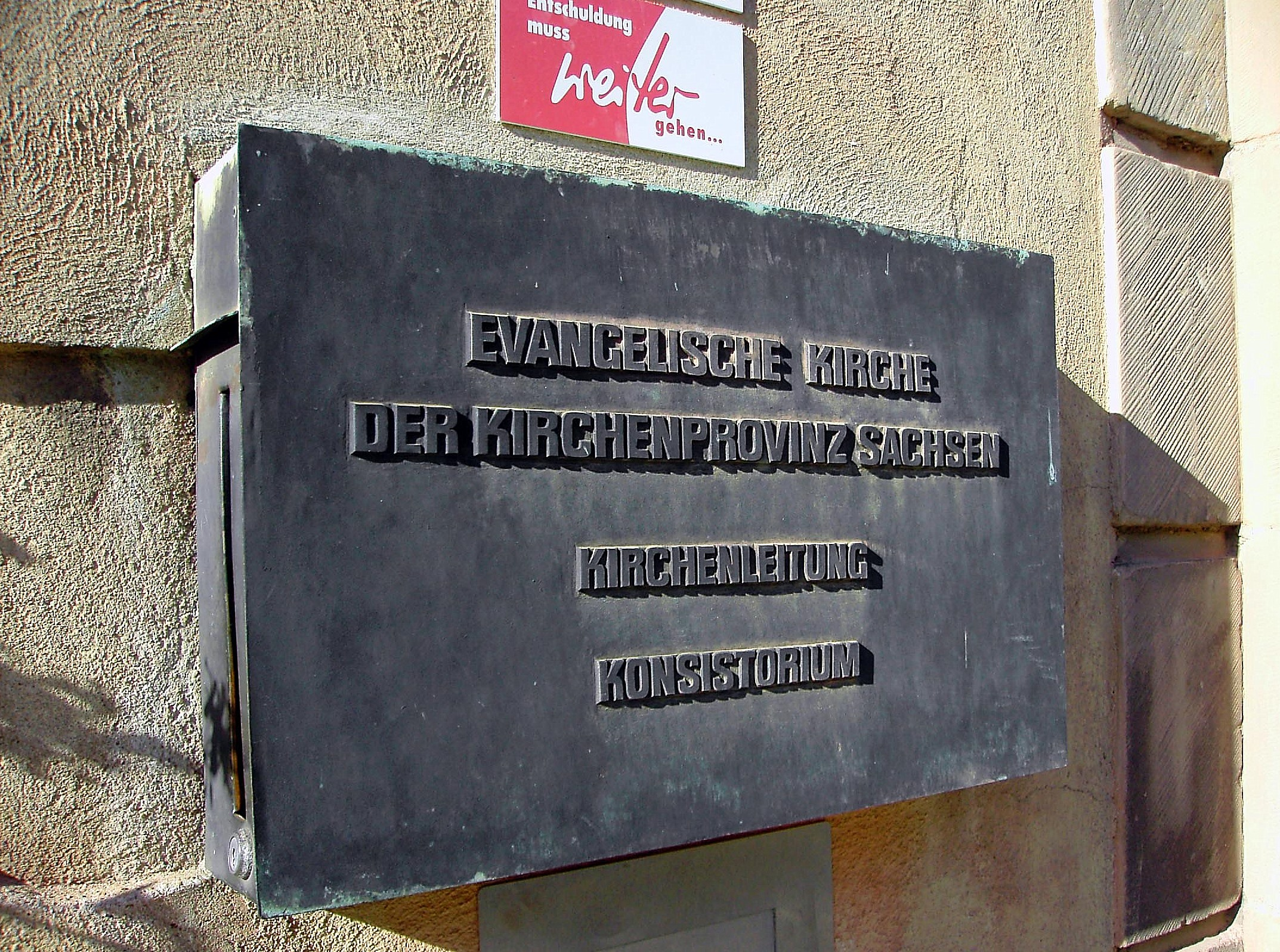
Briefkasten mit Hinweistafel am Sitz der Propstei in Magdeburg

  - Kirchenkreis Elbe-Fläming mit Sitz in Burg bei Magdeburg
  - Kirchenkreis Halberstadt
  - Kirchenkreis Haldensleben-Wolmirstedt mit Sitz in Wolmirstedt
  - Kirchenkreis Magdeburg

- Propstei Halle-Naumburg mit Sitz in Halle/Saale (zum 1. Oktober 1996 aus den beiden bisherigen Propsteien Halle und Naumburg entstanden)
  - Kirchenkreis Eisleben
  - Kirchenkreis Halle-Saalkreis
  - Kirchenkreis Merseburg
  - Kirchenkreis Naumburg-Zeitz

- Propstei Kurkreis Wittenberg
  - Kirchenkreis Bad Liebenwerda (im Bundesland Brandenburg)
  - Kirchenkreis Torgau-Delitzsch (im Bundesland Sachsen)
  - Kirchenkreis Wittenberg (in Sachsen-Anhalt)

- Propstei Altmark mit Sitz in Stendal
  - Kirchenkreis Stendal
  - Kirchenkreis Salzwedel

## Ausbildungsstätten
Die Kirche der Kirchenprovinz Sachsen unterhielt mehrere Ausbildungsstätten für verschiedene kirchliche Berufe. Der Ausbildung der Kirchenmusiker diente die 1926 in Aschersleben gegründete Kirchenmusikschule, die sich seit 1939 in Halle (Saale) befindet. Sie besitzt seit 1993 den Status einer Hochschule und wird heute von der EKM und dem Land Sachsen-Anhalt gemeinsam getragen.
1949 wurde in Wittenberg das katechetische Oberseminar gegründet, das 1950 nach Naumburg umzog. Dort wurden anfangs Katecheten für den schulischen Religionsunterricht ausgebildet. Später entwickelte sich das Oberseminar zu einer vollwertigen Ausbildungsstätte für das Studium der Evangelischen Theologie. 1990 als vollwertige Hochschule anerkannt, wurde die nunmehrige Kirchliche Hochschule Naumburg allerdings schon 1993 endgültig geschlossen. Seitdem war die Theologische Fakultät Halle die einzige Ausbildungsstätte für das Theologiestudium im Gebiet der Kirchenprovinz. Das Diplom der Hallischen Fakultät erfüllte in der Kirche der Kirchenprovinz die Funktion, die das Erste Kirchliche Examen in anderen Landeskirchen einnahm.
Der Vikariatsausbildung diente das bis heute bestehende Predigerseminar in Wittenberg, das in räumlicher Kontinuität zur Theologischen Fakultät Wittenberg steht.

## Gesangbücher
Die Gemeinden der Evangelischen Kirche der Kirchenprovinz Sachsen sangen in den letzten Jahrzehnten vor allem aus folgenden Gesangbüchern:
- Evangelisches Gesangbuch für die Provinz Sachsen – Auf Beschluss der Provinzialsynode ausgearbeitet und herausgegeben mit Genehmigung der kirchlichen Behörden; eingeführt 1881
- Gesangbuch für die Provinz Sachsen und Anhalt; eingeführt durch Beschluss des Provinzialkirchenrates vom 22. Januar 1931
- Evangelisches Kirchengesangbuch – Ausgabe für die Evangelische Kirche der Kirchenprovinz Sachsen; eingeführt aufgrund des Beschlusses der Synode der Kirchenprovinz Sachsen vom 14. Februar 1952, hrsg. von der Kirchenleitung in Magdeburg am 1. Advent 1953; später auch mit den Titeln „Ausgabe für die Konsistorialbezirke Berlin, Magdeburg, Greifswald und Görlitz und der Evang. Landeskirche Anhalts“ bzw. „Ausgabe für die Evang. Landeskirche Anhalts, Evang. Kirche Berlin-Brandenburg, Evang. Kirche des Görlitzer Kirchengebietes, Evang. Landeskirche Greifswald, Evang. Kirche der Kirchenprovinz Sachsen“
- Evangelisches Gesangbuch – Ausgabe für die Evangelische Landeskirche Anhalts, die Evangelische Kirche in Berlin-Brandenburg, die Evangelische Kirche der schlesischen Oberlausitz, die Pommersche Evangelische Kirche, die Evangelische Kirche der Kirchenprovinz Sachsen; eingeführt am Sonntag Cantate, 1. Mai 1994